# Kimberleyeleotris hutchinsi
Kimberleyeleotris hutchinsi é uma espécie de peixe da família Eleotridae.
É endémica da Austrália.